# Världsmästerskapen i bågskytte 1957
Världsmästerskapen i bågskytte 1957 arrangerades i Prag i Tjeckoslovakien mellan den 18 och 21 juli 1957.

## Medaljsummering

### Recurve
| Event                          | Guld                  | Silver          | Brons                    |
| Herrarnas individuella tävling | O.K. Smathers (USA)   | Joe Fries (USA) | Sylvester Chessman (USA) |
| Damernas individuella tävling  | Carole Meinhart (USA) | Ann Clark (USA) | Betty Schmidt (USA)      |
| Herrarnas lag                  | USA                   | Sverige         | Finland                  |
| Damernas lag                   | USA                   | Tjeckoslovakien | Storbritannien           |

### Medaljtabell
| Pl. | Nation          | Guld | Silver | Brons | Totalt |
| --- | --------------- | ---- | ------ | ----- | ------ |
| 1   | USA             | 4    | 2      | 2     | 8      |
| 2   | Tjeckoslovakien | -    | 1      | -     | 1      |
| 2   | Sverige         | -    | 1      | -     | 1      |
| 4   | Finland         | -    | -      | 1     | 1      |
| 4   | Storbritannien  | -    | -      | 1     | 1      |